# 訃報 2002年1月
訃報 2002年1月（ふほう 2002ねん1がつ）では、2002年（平成14年）1月中に物故した、又は物故が報じられた人物についてまとめる。

## （1日 - 15日）

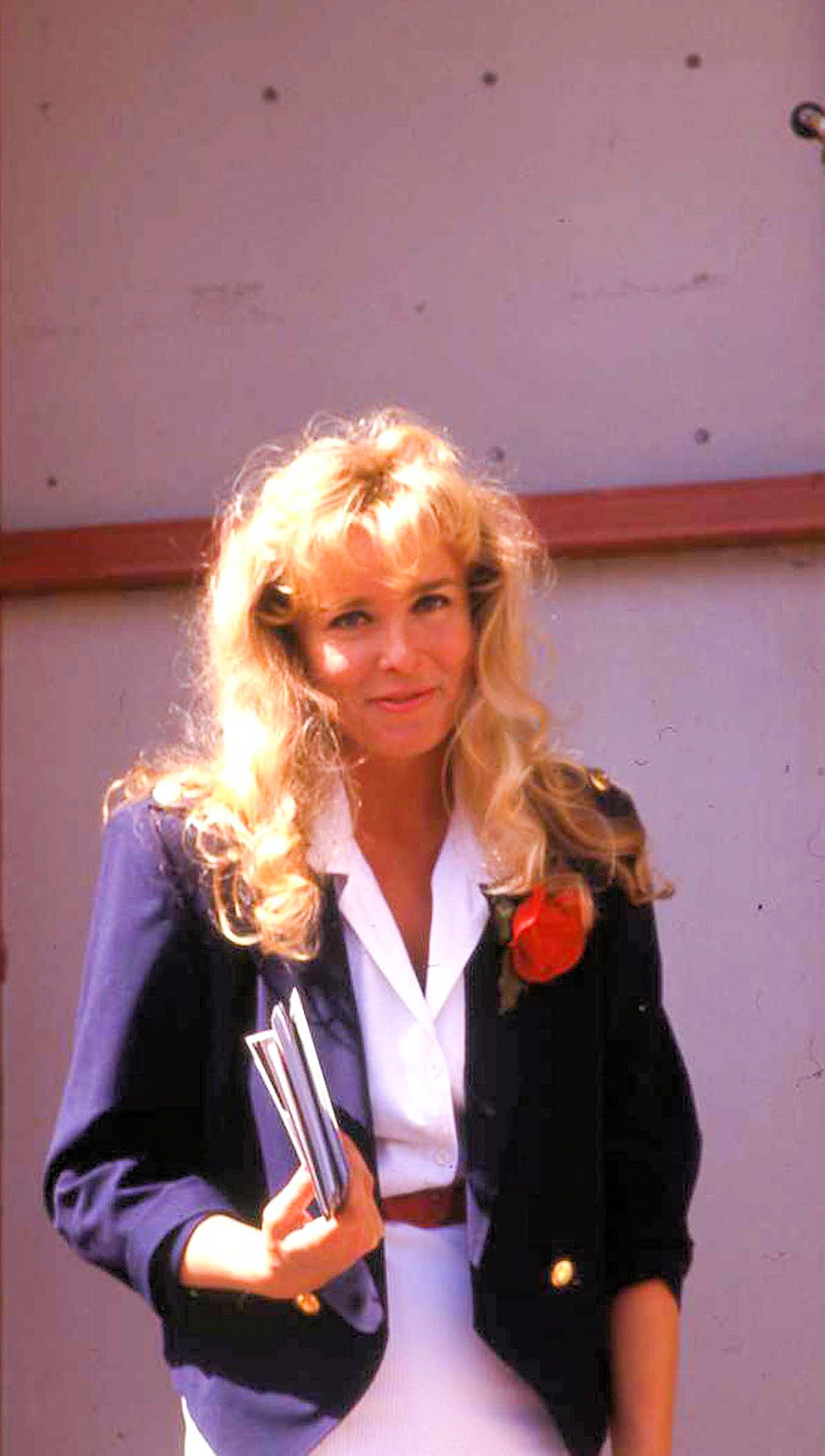
アーミ・アーヴィッコ／1月2日没

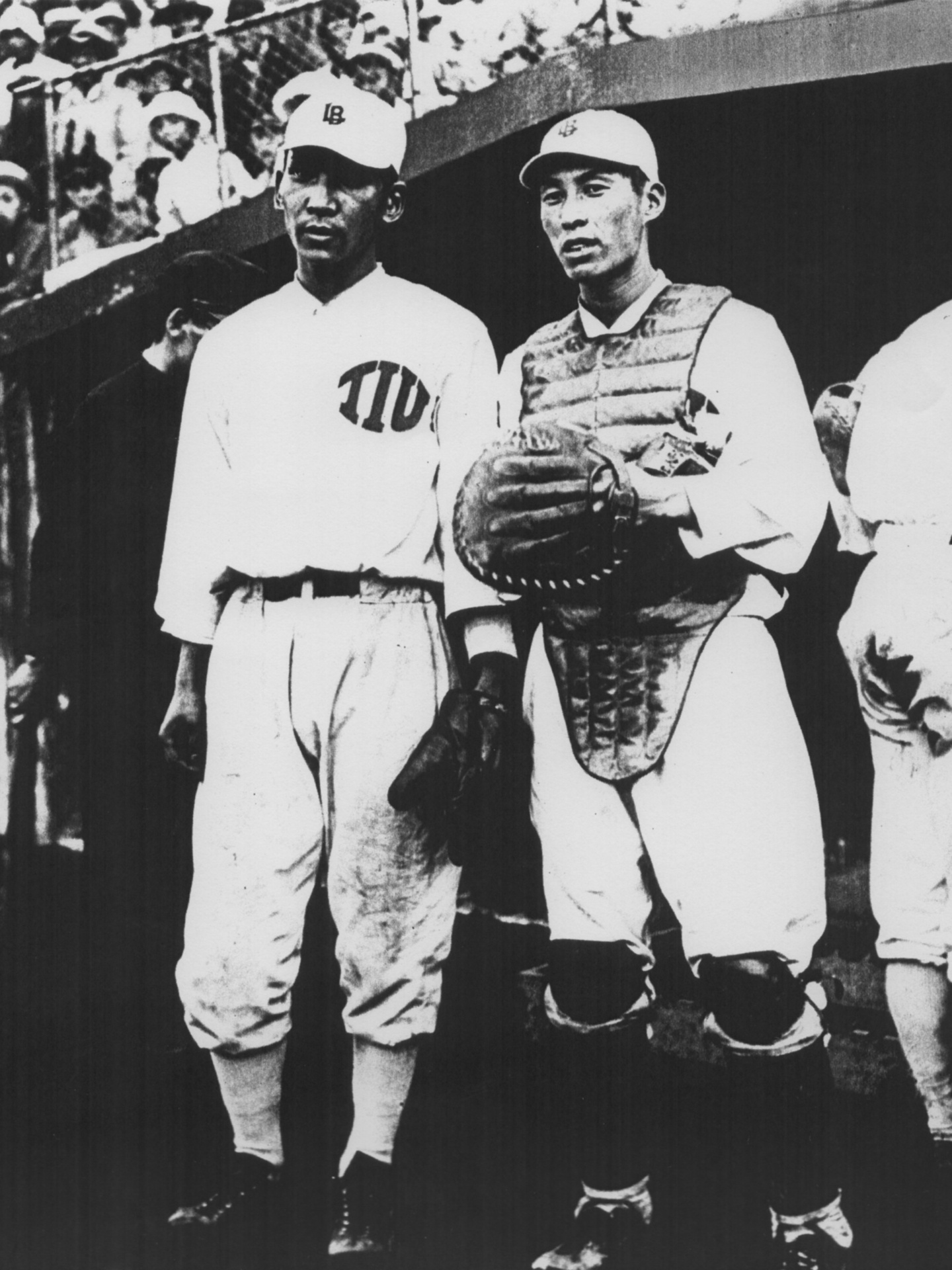
広岡知男（右）／1月5日没

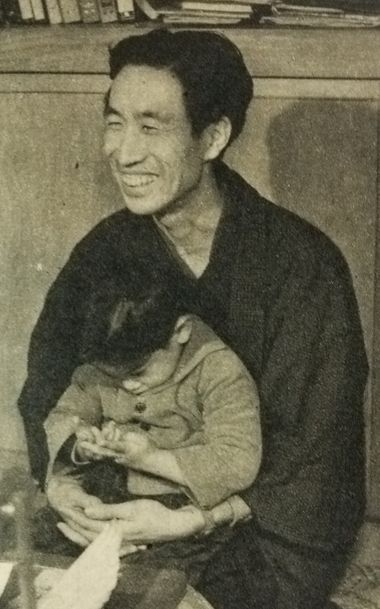
根本進／1月7日没

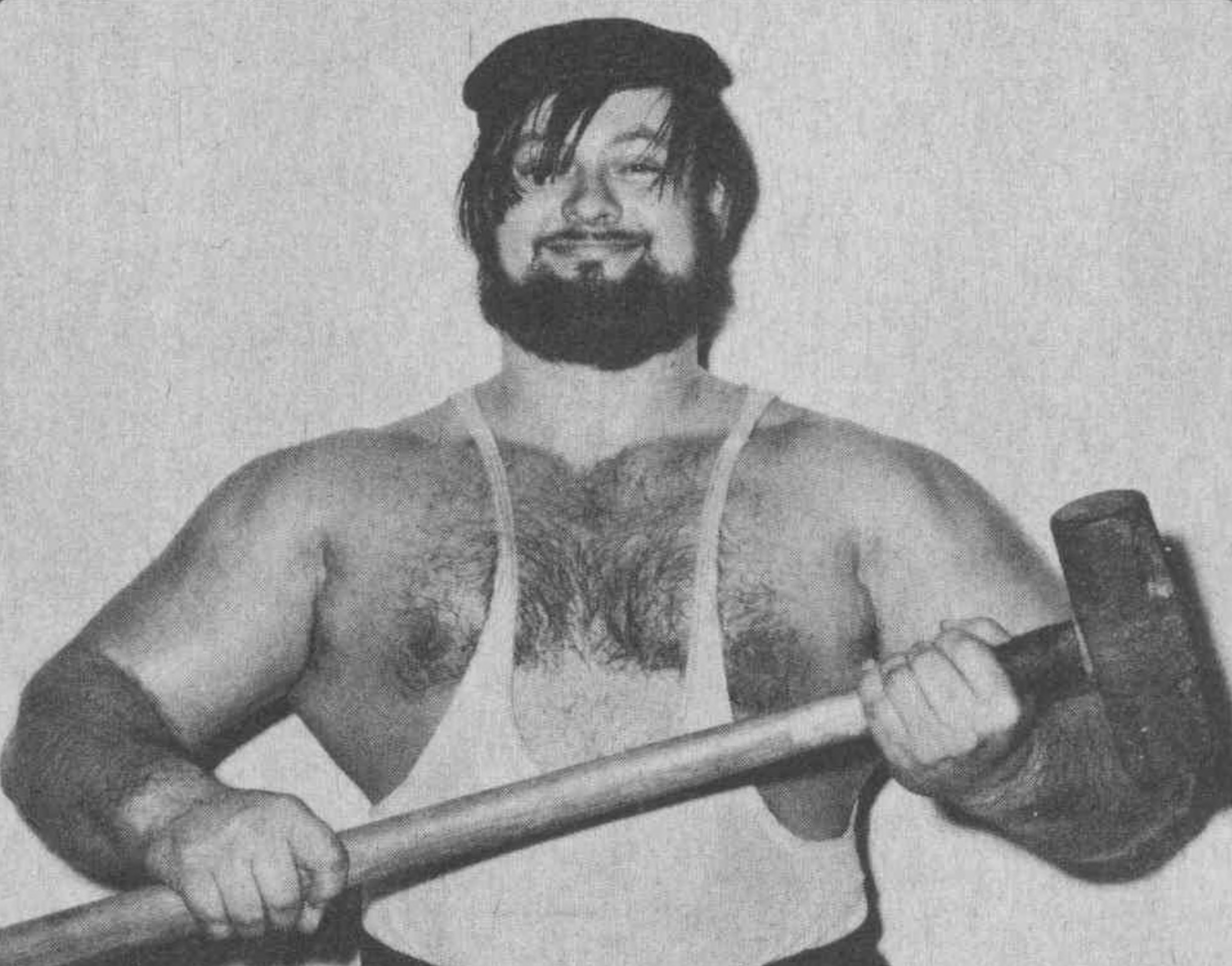
イゴール・ボディック／1月7日没

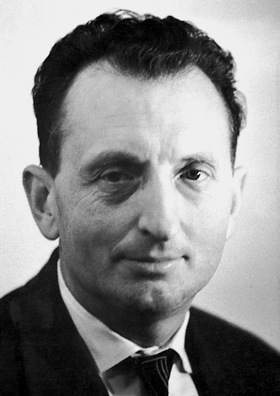
アレクサンドル・プロホロフ／1月8日没

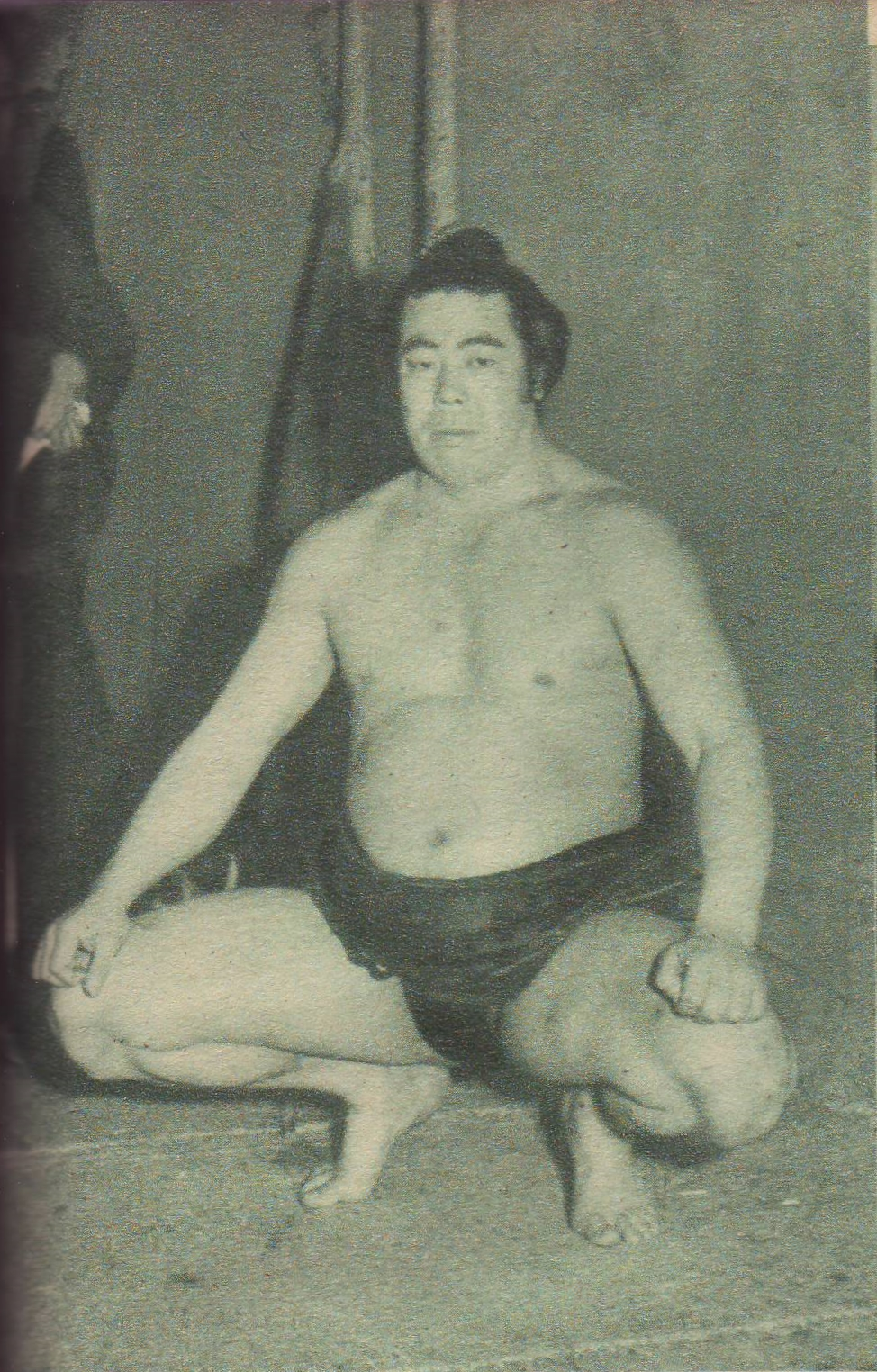
北の洋昇／1月8日没

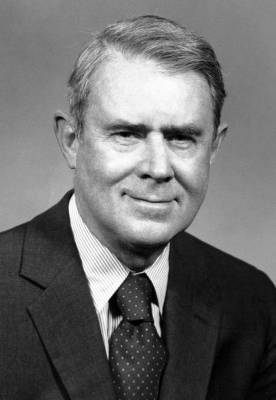
サイラス・ヴァンス／1月12日没

- 1月2日 - 二代目桂歌之助[1]、落語家（* 1946年）
- 1月2日 - アーミ・アーヴィッコ、フィンランドの歌手（* 1958年）
- 1月5日 - 広岡知男、野球選手、日本学生野球協会会長、日本アマチュア野球連盟会長（* 1907年）
- 1月6日 - マリオ・ナシンベーネ、イタリアの映画音楽作曲家（* 1913年）
- 1月6日 - 浜田貫太郎、漫画家（* 1930年）
- 1月7日 - 加賀邦男、俳優（* 1913年）
- 1月7日 - 根本進、漫画家・絵本作家（* 1916年）
- 1月7日 - イゴール・ボディック、アメリカ合衆国のプロレスラー（* 1931年）
- 1月8日 - アレクサンドル・プロホロフ、物理学者（* 1916年）
- 1月8日 - 名東孝二、経済学者（* 1919年）
- 1月8日 - 北の洋昇、元大相撲力士（* 1923年）
- 1月9日 - 今井繁三郎、画家（* 1910年）
- 1月10日 - 田中一光、グラフィックデザイナー（* 1930年）
- 1月11日 - アンリ・ヴェルヌイユ、フランスの映画監督、脚本家（* 1920年）
- 1月12日 - サイラス・ヴァンス、元アメリカ合衆国国務長官（* 1917年）
- 1月13日 - テッド・デミ、映画監督（* 1963年）
- 1月14日 - マイケル・ヤング、社会学者（* 1915年)
- 1月14日 - 中路雅弘、政治家、元日本共産党衆議院議員（* 1926年）

## （16日 - 31日）

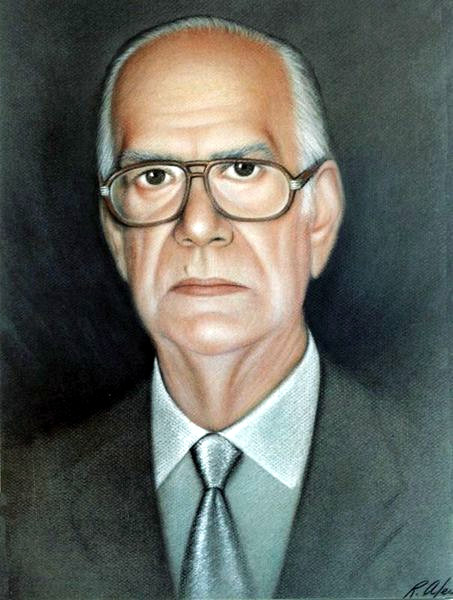
カミーロ・ホセ・セラ／1月17日没

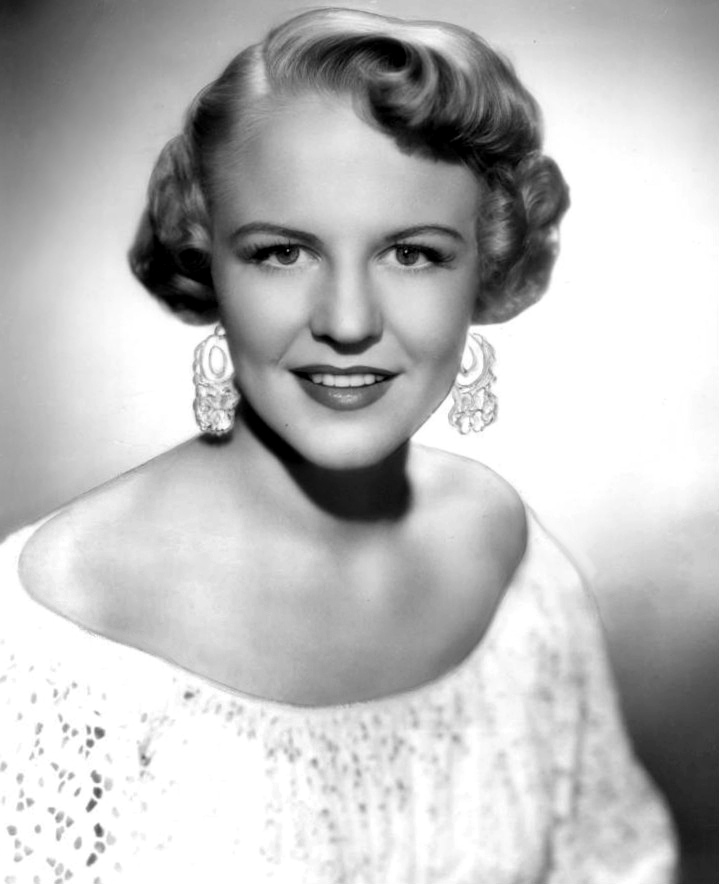
ペギー・リー／1月21日没

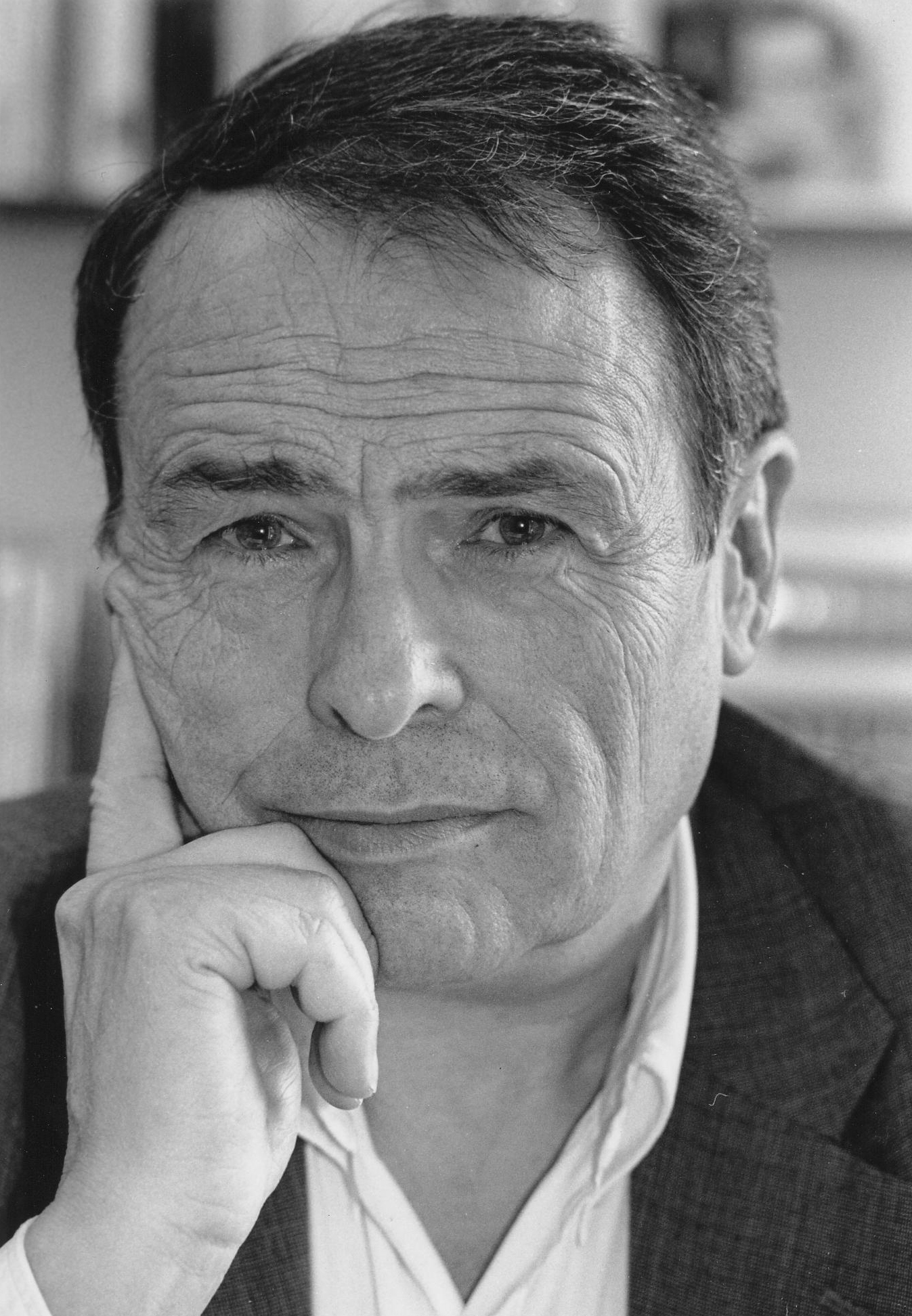
ピエール・ブルデュー／1月23日没

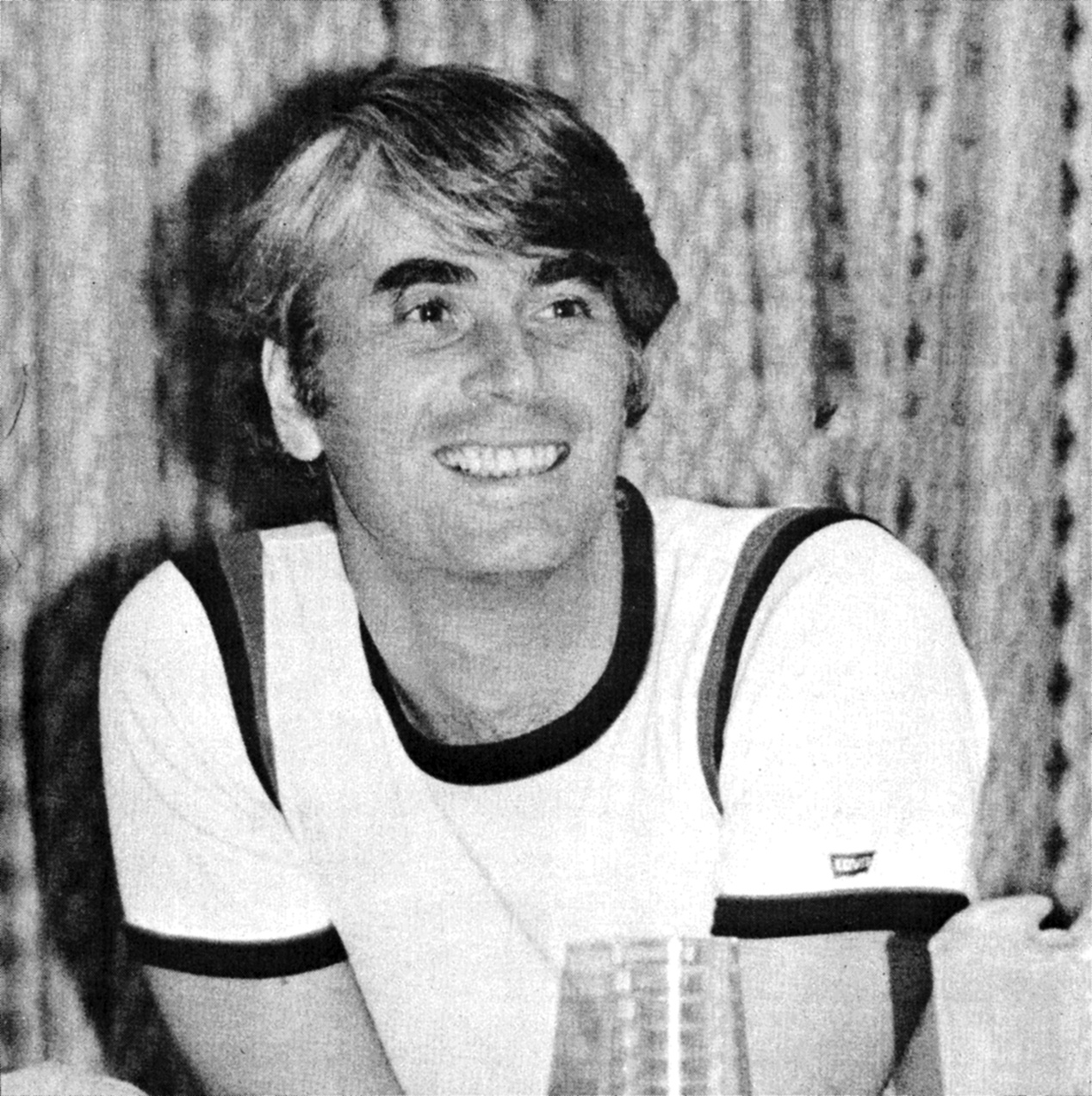
ロバート・ノージック／1月23日没

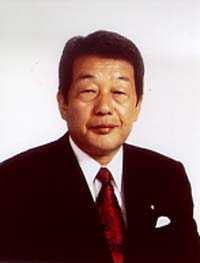
岸本光造／1月23日没

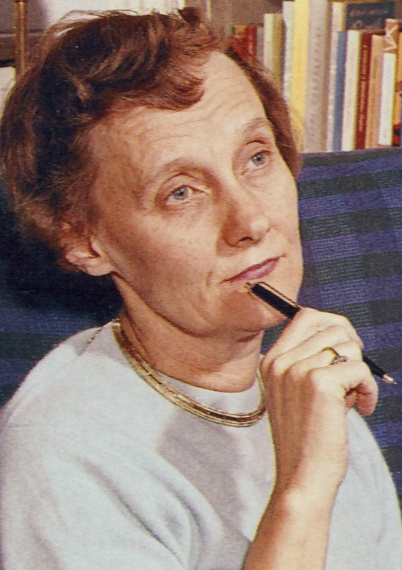
アストリッド・リンドグレーン／1月28日没

- 1月16日 - いぬいとみこ、児童文学作家（* 1924年）
- 1月16日 - カール・ボボ・オルソン、プロボクサー（* 1928年）
- 1月17日 - カミーロ・ホセ・セラ、小説家（* 1916年）
- 1月19日 - 渡辺啓助、推理作家（* 1901年）
- 1月21日 - ペギー・リー、歌手（* 1920年）
- 1月21日 - 倉田準二、映画監督（* 1930年）
- 1月23日 - ピエール・ブルデュー、社会学者（* 1930年）
- 1月23日 - ロバート・ノージック、哲学者（* 1938年）
- 1月23日 - 岸本光造、政治家、自由民主党の衆議院議員（* 1940年）
- 1月24日 - イーゴリ・キプニス、チェンバロ奏者・ピアニスト（* 1930年）
- 1月25日 - 高山栄、声優（* 1937年）
- 1月27日 - 上野瞭、児童文学作家（* 1928年）
- 1月28日 - アストリッド・リンドグレーン、児童文学作家（* 1907年）
- 1月31日 - 内藤幸三、元プロ野球選手（* 1916年）